# Claxton, Norfolk
Claxton är en ort och civil parish i Storbritannien.   Den ligger i grevskapet Norfolk och riksdelen England, i den sydöstra delen av landet, 160 km nordost om huvudstaden London. Claxton ligger 31 meter över havet och antalet invånare är 244.
Terrängen runt Claxton är platt. Runt Claxton är det ganska tätbefolkat, med 124 invånare per kvadratkilometer. Närmaste större samhälle är Norwich, 11,4 km nordväst om Claxton. Trakten runt Claxton består till största delen av jordbruksmark.